# Сан Мартино (Кјети)
Сан Мартино је насеље у Италији у округу Кјети, региону Абруцо.
Према процени из 2011. у насељу је живело 596 становника. Насеље се налази на надморској висини од 209 м.